# Max Pulver
Max Pulver (* 6. Dezember 1889 in Bern; † 13. Juni 1952 in Zürich) war ein Schweizer Psychologe, Graphologe, Lyriker, Dramatiker und Erzähler. Bekannt wurde er als Graphologe mit seinen grundlegenden Werken Intelligenz im Schriftausdruck und Symbolik der Handschrift. Nach frühen literarischen Erfolgen gab Pulver seine dichterische Tätigkeit in den 1930er Jahren zu Gunsten der Graphologie weitestgehend auf.

## Leben
Max Pulver wurde als der Sohn des Apothekers Albrecht Friederich Pulver (1853–1896) und der Fanny Martha Pulver, geb. Leuenberger (1859–1924), als jüngstes von vier Kindern in Bern geboren. Nach dem Besuch des humanistischen Gymnasiums studierte er Geschichte, Psychologie und Philosophie in Strassburg, Leipzig und Freiburg im Breisgau. Pulver promovierte im Jahr 1911 mit der Arbeit Romantische Ironie und romantische Komödie in Freiburg im Breisgau.
1914 bis 1924 lebte Pulver in München. Er machte dort Bekanntschaft mit Rainer Maria Rilke, der ihn förderte. Eine weitere Münchener Bekanntschaft verband ihn mit Walter Benjamin, der an seiner Arbeit über die Romantik, an der Graphologie sowie am Werk Franz von Baaders interessiert war, das Pulver herausgegeben hatte. Erfolge hatte Pulver als Lyriker und Dramatiker. Es folgten erste graphologische Tätigkeiten, u. a. als Gerichtsgraphologe.
1924 kehrte Pulver in die Schweiz zurück und lebte in Zürich. Dort arbeitete er als Dozent der Graphologie und Menschenkunde am Psychologischen Seminar des Instituts für angewandte Psychologie. Pulver verkehrte im Kreis um Carl Gustav Jung.
Pulver starb am 13. Juni 1952. Postum erschien 1953 sein Werk Erinnerungen an eine europäische Zeit.

## Wirken
1950 gründete Pulver die Schweizerische Graphologische Gesellschaft (SGG), beziehungsweise Société Suisse de Graphologie (SSG), die sich insbesondere der wissenschaftlichen Fundierung und der beruflichen Anerkennung der Graphologie widmet. Pulver war wegweisend für die moderne Graphologie. So entwickelte er die Raumsymbolik und die Schriftzonen-Theorie.
Pulver nimmt in seinem Werk die Philosophie Ludwig Klages’ auf und entwickelt daraus seine eigene Charakterologie, die er seinem graphologischen Werk an die Seite stellt. Seine psychologisch-graphologischen Schriften sind geprägt von der Phänomenologie Edmund Husserls.
In neuester Zeit war Pulver auch im Kino zu sehen. In Richard Dindos Film Wer war Kafka? (2005) trat Pulver, dargestellt von Peter Kaghanovitch, als Zeitzeuge Kafkas auf.

## Werke

### Als Schriftsteller
- Selbstbegegnung. (Gedichte), K. Wolff, Leipzig 1916
- Alexander der Große. (Drama), K. Wolff, Leipzig 1917
- Robert der Teufel. (Drama), K. Wolff, Leipzig 1917
- Odil. (Erzählungen), Huber, Frauenfeld 1917
- Merlin. (Versdichtung), Insel-Verlag, Leipzig 1918
- Christus im Olymp. (Drama), Hans Sachs-Verlag, München 1918
- Igernes Schuld. (Drama), Insel-Verlag, Leipzig 1918
- Auffahrt. (Gedichte), Insel-Verlag, Leipzig 1919
- Zwischenspiele., Rascher, Zürich 1919
- Das große Rad. (Komödie), Drei Masken Verlag, München 1921 (Uraufführung Zürcher Schauspielhaus, 1926)
- Die weiße Stimme. (Gedichte), Rhein-Verlag, Basel 1924
- Kleine Galerie. (Prosa-Stimmungsbilder), Grethlein & Co. Verlag Seldwyla, Zürich 1925
- Arabische Lesestücke. (Prosa-Stimmungsbilder), Grethlein & Co. Verlag Seldwyla, Zürich 1925
- Himmelpfortgasse. (Roman), Kurt Wolff, München 1927
- Symbolik der Handschrift., Orell Füssli, Zürich 1931
- Trieb und Verbrechen in der Handschrift. Orell Füssli, Zürich 1934
- Neue Gedichte. Orell Füssli, Zürich 1939
- Menschen kennen und Menschen verstehen. Orell Füssli, Zürich 1940
- Selbstbesinnung. Orell Füssli, Zürich 1940
- Selbsterfahrung. Orell Füssli, Zürich 1941
- Auf Spuren des Menschen. Orell Füssli, Zürich 1942
- Jesu Reigen und Kreuzigung nach den Johannes-Akten. Rhein Verlag Zürich 1943 (Sonderdruck aus Eranos-Jahrbuch 1942)
- Person, Charakter, Schicksal. Orell Füssli, Zürich 1944
- Übergang. (Gedichte), Orell Füssli, Zürich 1946
- Intelligenz im Schriftausdruck. Orell Füssli, Zürich 1949
- Erinnerungen an eine europäische Zeit. Begegnungen mit Rilke, Kafka, Klee, Meyrink und anderes. Orell Füssli, Zürich 1953.

### Als Herausgeber
- Schriften Franz von Baaders. Ausgewählt und herausgegeben von Max Pulver. Insel, Leipzig 1921.

### Als Übersetzer
- Théophile Gautier: Fortunio. (Frz. Original: Fortunio.) Drei Masken Verlag, München 1922
- Pierre Dumarchey: Die Reiterin Elsa. (Frz. Original: La cavalière Elsa,) O. C. Recht, München 1923
- Émile Zola: Die Bestie im Menschen. (Frz. Original: La bête humaine.) K. Wolff, München 1927.